# Rhyacophila sumatrana
Rhyacophila sumatrana är en nattsländeart som beskrevs av Georg Ulmer 1930. Rhyacophila sumatrana ingår i släktet Rhyacophila och familjen rovnattsländor. Inga underarter finns listade i Catalogue of Life.